# Ulica Gdańska w Łodzi
Ulica Gdańska w Łodzi – łódzka ulica mająca prawie 3 kilometry długości. Swój bieg rozpoczyna skrzyżowaniem z ul. Ogrodową, tuż obok „Manufaktury”, a kończy na skrzyżowaniu z ul. kpt. F. Żwirki przechodząc w ul. B. Stefanowskiego. Do roku 1983 ulica Gdańska kończyła się skrzyżowaniem z ówczesną ul. St. Worcella przy parku im. St. Worcella (obecna ul. ks. I. Skorupki przy parku im. ks. bp. Michała Klepacza), kiedy to ten końcowy odcinek ulicy przemianowano na ulicę Bohdana Stefanowskiego.
Ulica Gdańska, podobnie jak ulica Piotrkowska może poszczycić się dużą liczbą perełek architektury, z których wiele uznanych jest za zabytki – są to wille i pałace fabrykanckie oraz kamienice z pięknymi detalami.

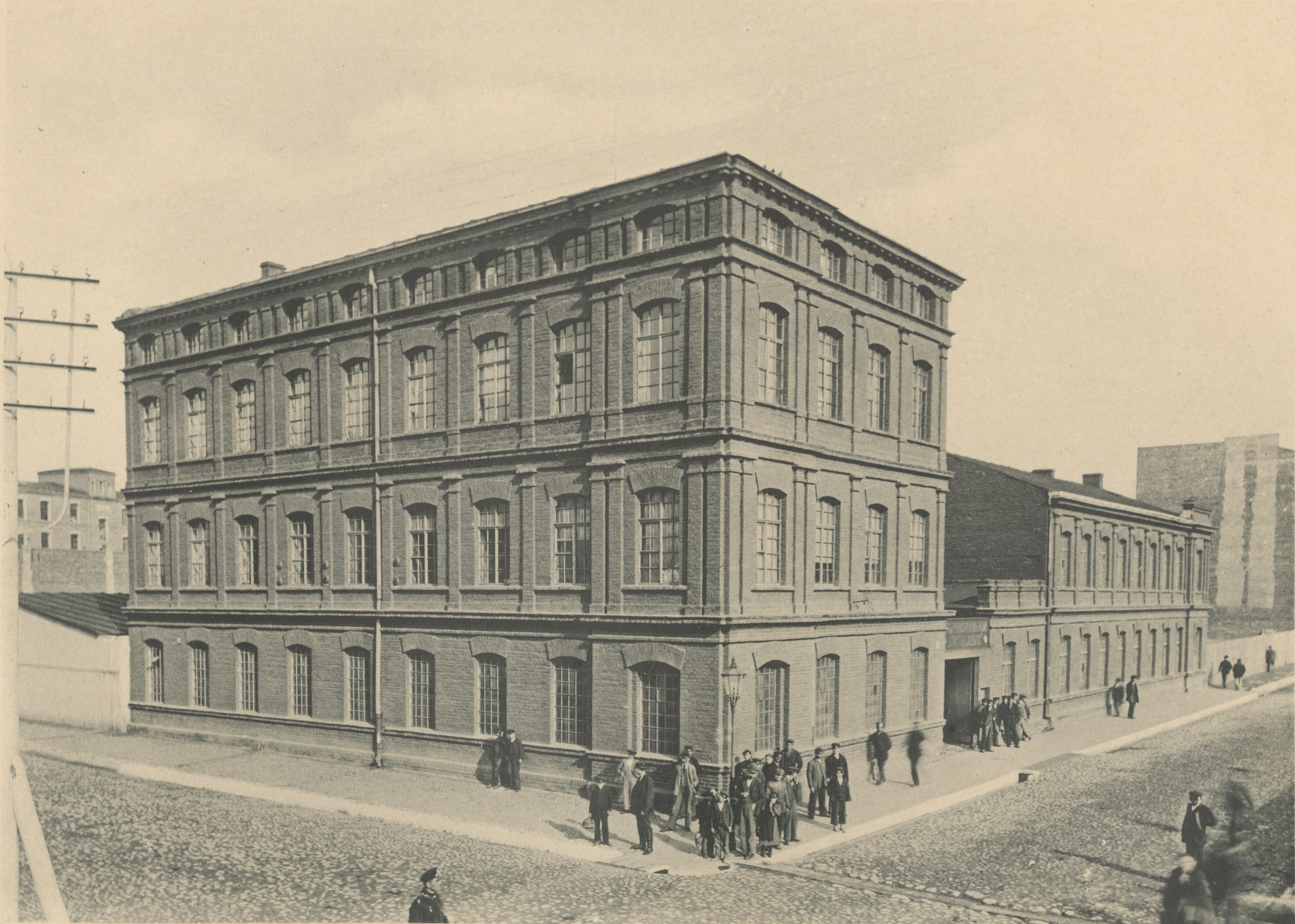
Ulica Gdańska róg Andrzeja Struga (fot. Bronisław Wilkoszewski, 1896)

Powstała z połączenia ulic Nowej i Długiej, istniejących od roku 1873. W 1915 jej nazwę zgermanizowano na Lange Strasse. Nazwę „ulica Gdańska” nadano 11 lutego 1920 r. na uroczystym posiedzeniu rady miejskiej z okazji zaślubin Polski z morzem. Funkcjonowała do roku 1940. W okresie okupacji nazwę przetłumaczono na Danziger Strasse. Po odzyskaniu niepodległości w 1945 roku przywrócono Gdańską.
W latach 1915–1916 została wybrukowana od ul. Zielonej do ul. Ogrodowej. W budynkach tej ulicy, w 1937 roku podłączono kanalizację.
Przy ulicy Gdańskiej (pod nr 74) mieszkał z rodzicami (do wybuchu II wojny światowej) pisarz Jerzy Kosiński.

## Ważniejsze obiekty
- Muzeum Tradycji Niepodległościowych (nr 13)
- pałac Karola Poznańskiego (nr 32), należy do najciekawszych zabytków miasta, obecnie siedziba Akademii Muzycznej
- pałac Maurycego Poznańskiego, przy skrzyżowaniu z ul. Więckowskiego, siedziba Muzeum Sztuki
- pałac Rudolfa Kellera (nr 49/53), zbudowany w 1890 według projektu Hilarego Majewskiego, w stylu neorenesansowym
- kamienica Judy Salomonowicza (nr 74), zbudowana w stylu modernistycznym
- pałacyk Elektrowni Łódzkiej (nr 107), zbudowany w stylu secesji wiedeńskiej
- Wojewódzka Biblioteka Publiczna (nr 100/102), przy skrzyżowaniu z ul. Kopernika, wybudowana jako pomnik dla uczczenia pamięci J. Piłsudskiego. Gmach ukończono po zakończeniu wojny.
- dom Reinholda Wyssa (nr. 109/111)
- kamienica modernistyczna (nr 115)
- kamienica modernistyczna (nr 116), na rogu z ul. Zamenhofa
- Katedralna kaplica starokatolicka (nr 143)

Przy ulicy Gdańskiej istniały następujące synagogi:
- synagoga Ohel Jakow
- synagoga Chaima Janowskiego
- synagoga Symchy Uberbauma
- synagoga Józefa Gejnzlera (ul. Długa 68)
- synagoga Józefa Gejnzlera (ul. Długa 76)
- synagoga Gerszona Goldberga